# Carsten Schmidt
Carsten Schmidt (Luneburgo, 10 ottobre 1963) è un dirigente d'azienda tedesco, attuale amministratore delegato di Sky Deutschland.

## Carriera
Carsten Schmidt è AD di Sky Deutschland dal 25 giugno 2015.
Prima di assumere il ruolo di AD, è stato Chief Officer Sports, Advertising Sales & Internet presso Sky Deutschland (dal 2006) e Managing Director Programming presso Sky Austria. Durante questo periodo, ha fondato Sky Sport News HD, l'unico canale di notizie sportive 24 ore su 24 della Germania, ha ampliato e intensificato le relazioni di Sky con il DFL, esplorato nuove aree di business per la filiale di marketing della società Sky Media, è stato responsabile della presenza online di Sky e ha lanciato il nuovo sito web aziendale www.sky.de nel 2015, tra le altre cose.
Prima della sua nomina al consiglio di amministrazione, Schmidt, laureato in economia aziendale, ha guidato per diversi anni il dipartimento sportivo della società di intrattenimento di Monaco. In precedenza, in qualità di amministratore delegato di WIGE Media, uno dei principali fornitori di media sportivi in Europa, è stato responsabile della divisione Marketing e televisione per quattro anni.
Nel 2003, Schmidt ha vinto il German TV Award per la conferenza TV della Bundesliga. Nel 2012, è stato nominato "Sports Business Manager of the Year" dalla rivista specializzata Horizont.